# フィリッポ・パルラトーレ

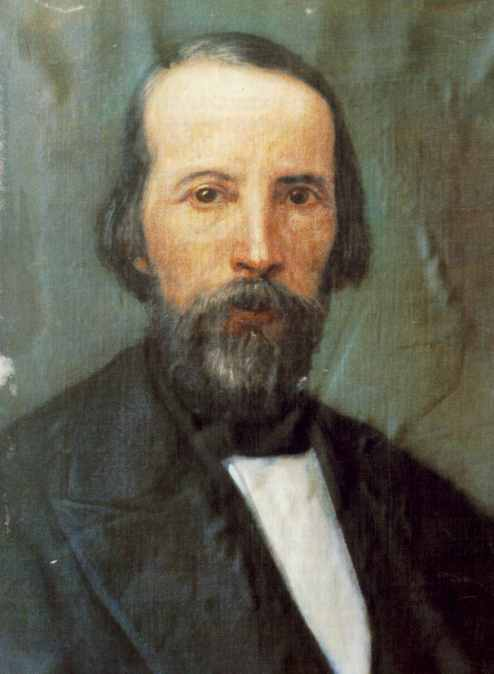
フィリッポ・パルラトーレ

フィリッポ・パルラトーレ（Filippo Parlatore、1816年8月8日 - 1877年9月9日）は、イタリアの植物学者である。

## 略歴
パレルモに生まれた。パレルモ大学で医学、解剖学を学んで科学的な経験をした。パレルモ植物園長のティネオ（Vincenzo Tineo）とベルナルディ（Antonino Bivona Bernardi）に学び植物学に興味を持った。1840年から植物学研究のために、パレルモをでて、イタリア、スイスに渡り、パリで1年ほど滞在し、ドゥ・カンドール、サンティレール、ブロンニャールに学び、ウェッブ、フンボルトらと親しくなった。
1842年にトスカーナ大公、レオポルド2世によってフィレンツェ大学の植物学に任じられ、植物博物館に付随する薬草園の園長も務めた。1844年に植物雑誌"Giornale botanico italiano"を創刊し、標本館（l'Erbario Centrale Italiano）を設立した。1888年没するまでフィレンツェ自然史博物館（Museo di storia naturale Firenze）の館長を務めた。
22歳の時にシチリア島の植物についての著作、"Flora Panormitana"を執筆し、1848年から『イタリアの植物』（"Flora Italiana"）の執筆をはじめ、この著作の後半はカルエル（Théodore Caruel）が執筆した。その他に著書として『比較植物学演習』（"Lezioni di botanica comparata" :Firenze, 1843）や『Fumaria属のモノグラフ』（"Monografia delle fumarie:Firenze", 1844）がある。ドゥ・カンドールの"Prodromus systematis naturalis regni vegetabilis" の一部の執筆やウェッブの"Histoire naturelle des îles Canarie" の一部の執筆も行った。
アブラナ科の属名Parlatoria Boiss.や、サトイモ科のDieffenbachia parlatorii Linden & Andréに献名されている。